# Фреймут Ольга Михайлівна
О́льга Фре́ймут, при народженні О́льга Миха́йлівна Ко́ник, в шлюбі Локотко́ (нар. 25 лютого 1982, Новий Розділ, Львівська область) — українська телеведуча, журналістка, письменниця.
Ексведуча програм «Підйом», «Шоуманії», «Хто зверху?», «Ревізора» на «Новому каналі», колишня співведуча програми «Голос країни. Перезавантаження» на телеканалі «1+1». З 2014 по 2015 рік — ведуча передачі «Інспектор Фреймут» на телеканалі «1+1». У 2018 році стала «директоркою школи панянок» у реаліті-шоу «Від пацанки до панянки» та ведучою української адаптації американського ток-шоу «Ellen» — «Оля» на «Новому каналі». У 2020 році стала учасницею проєкту «Танці з зірками».

## Життя та кар'єра

### Ранні роки
Народилась 25 лютого 1982 року в Новому Роздолі Львівської області. Батько — футболіст, мати — майстер спорту з плавання. У ранньому дитинстві відвідувала матчі за участі батька. Вісім років навчалася в музичній школі грі на фортепіано.
Ступінь магістра міжнародної журналістики отримала у Львівському національному університеті ім. Івана Франка та Міському університеті Лондона (англ. City University London), де отримала диплом magna cum laude. Під час навчання працювала офіціанткою.

### Початок кар'єри
Була стажеркою в компанії Бі-Бі-Сі. Знімалася у рекламі. Після Помаранчевої революції повернулася з Лондона до Києва, де отримала роботу в міжнародному відділі 5-го каналу. Згодом відчула, що робота журналістки-міжнародниці її не задовольняє. Певний час пропрацювала фешн-журналісткою у програмі «Сніданок з 1+1».
У 2008 році ранкове шоу на «1+1» закрили. Про кастинг на ранкове шоу «Нового каналу» дізналася від продюсерки і журналістки Людмили Падлевської і згодом, після успішного проходження проб, стала співведучою «Підйому» разом з Олександром Педаном і Сергієм Притулою. 27 травня 2011 року вийшов останній ефір «Підйому» в такому складі.
У 2010 році була обличчям нової колекції української дизайнерки Оксани Караванської.

### 2011—2013: «Ревізор» та «Хто зверху?»
З червня 2011 року спільно з Дмитром Коляденком вела «Шоуманію». 4 березня 2012 року проєкт закрили для переформатування.
Наприкінці серпня 2011 року стартувала програма «Ревізор», у якій Ольга Фреймут перевіряла якість закладів сфери обслуговування України. Ця передача стала одним із найуспішніших проєктів Нового каналу у сезоні 2011/12 і перемогла в номінації «Краще інформаційно-розважальне шоу» на Телетріумфі 2012 року. 10 березня — 2 червня 2012 року разом із Сергієм Притулою вела шоу «Хто зверху?».
2011 року у складеному журналом «Фокус» рейтингу «30 найуспішніших телеведучих України» Ольга Фреймут посіла 26 місце. Має досвід у сфері дубляжу: улітку 2011 року озвучила Смурфетку із Смурфиків і Грейс Келлі в фільмі «Принцеса Монако» (2014).
2 грудня 2011 року вела жеребкування групового етапу Чемпіонату Європи з футболу 2012. У 2012 році разом з Педаном та Притулою вела проєкт «КабріоЛіто».
У 2012 році озвучила аудіозбірки «Казки братів Грімм». Проєкт був реалізований журналом «Кореспондент» у співпраці з Радою німців України та Посольством Німеччини в Україні.

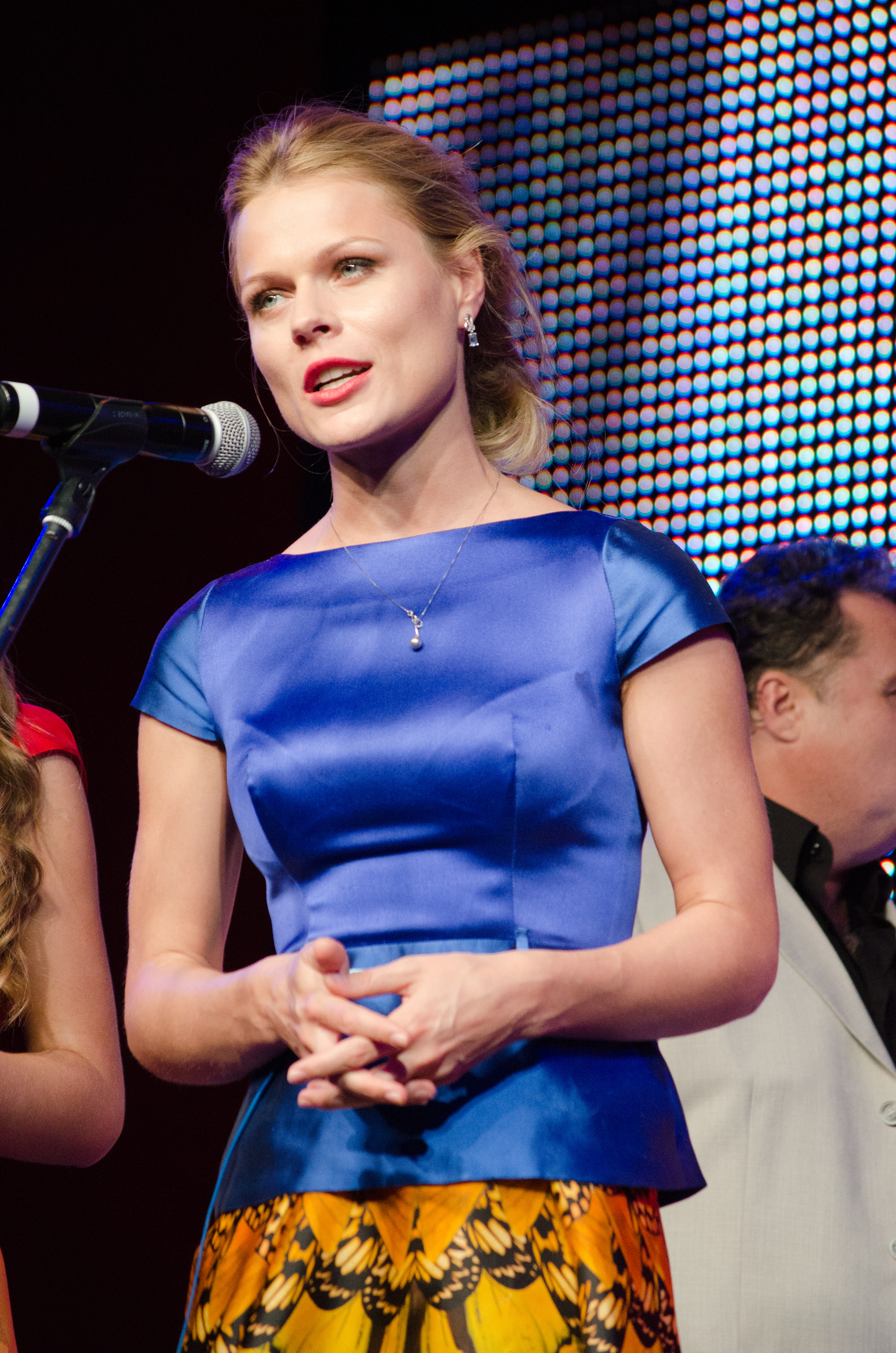
Фреймут на церемонії «Коронація слова 2013»

З 9 березня 2013 року на «Новому каналі» йде другий сезон шоу «Хто зверху?», який веде Ольга Фреймут разом із Сергієм Притулою.
У 2013 році стала обличчям фарби для волосся Garnier Color Naturals. З 2013 року рекламне обличчя питних йогуртів «Активіа». З жовтня 2013 року разом з Арамом Мнацакановим вела на «Новому каналі» шоу «Війна світів. Ревізор проти Шефа».
У листопаді 2013 року вийшов фільм Любомира Левицького «Тіні незабутих предків», де в епізодичній ролі журналістки з'являється Фреймут.

### 2014—2017: «Інспектор Фреймут»
З 2 березня 2014 в ефірі телеканалу «1+1» виходить програма «Голос країни. Перезавантаження», де Ольга є ведучою. 3 вересня на «1+1» відбулась прем'єра авторської програми — «Інспектор Фреймут», у якій ведуча перевіряє заклади громадського харчування. В цьому ж році увійшла в сотню найвпливовіших жінок України за версією журналу «Фокус».
У грудні 2014 провела спецвипуск «Інспектор Фреймут» із зони АТО, провела інспекцію на базі Збройних сил Німеччини.
У 2015 році стала новим обличчям Ювелірного дому ZARINA. 2 вересня на Форумі видавців у Львові презентувала свою першу книгу «Де їсть і з ким спить Фреймут»,а вже 11 жовтня тренер в шоу «Маленькі гіганти» на «1+1».

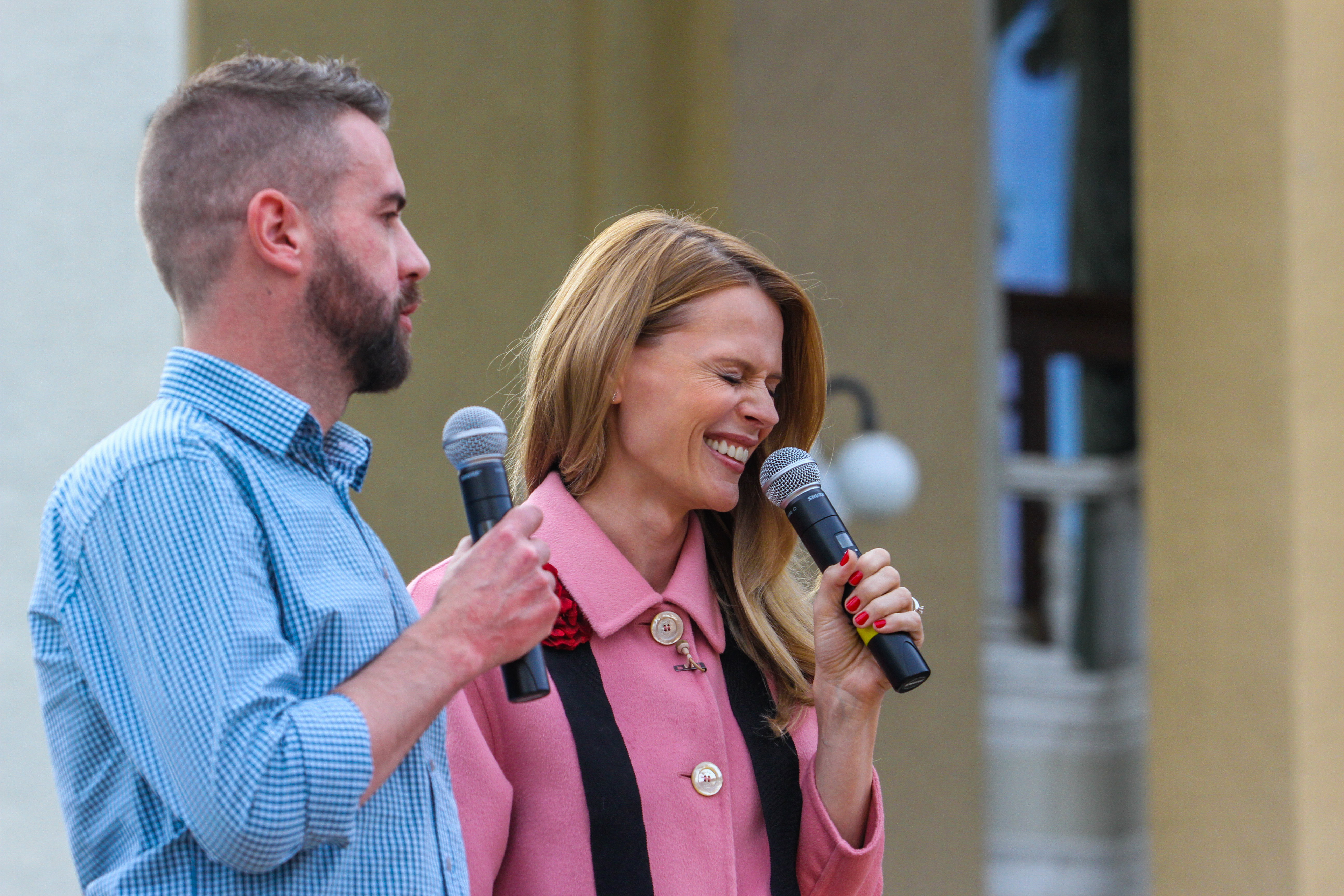
Фреймут на зніманнях проєкту «Інспектор. Міста» у Полтаві, 2016

5 квітня 2016 року на каналі «1+1» відбулась прем'єра реаліті-шоу «На ножах» де Фреймут була ведучою.; працювала на знімальному майданчику разом із ресторатором Дмитром Борисовим та архітекторами, творцями брендів — Братами Юдіними. У тому ж році озвучила роль Поліни в польському серіалі «Наші пані у Варшаві» для телеканалу «1+1». Того ж самого року знялась в епізодичній ролі російсько-українського серіалу «Готель Елеон». Голос Фреймут було продубльовано іншою акторкою.
За версією журналу «Новое время» Фреймут увійшла у ТОП-100 успішних жінок України.

### 2018: повернення на Новий канал
21 лютого 2018 — стала «директоркою школи панянок» у реаліті-шоу «Від пацанки до панянки». 6 березня 2018-го — презентувала першу дитячу книгу «Кажан Жан» — 40-сторінкову історію про кажана, що хотів побачити сонце. У травні цього ж року вийшла друком її третя книжка «Школа пані Фреймут: Етикет» для панянок і паничів з почуттям гумору та самоіронії. Перший наклад видання розійшовся за лічені місяці після старту релізу, його вихід супроводжували гучні обговорення фейсбук-спільноти та інших соцмереж в Інтернеті.
Влітку вона взяла участь у зйомках ток-шоу «Оля» Нового каналу, шоу стало першою у світі легальною адаптацією відомого американського формату «Шоу Елен Дедженерес» (англ. The Ellen DeGeneres Show або коротко Ellen). Через місяць шоу було знято з ефіру.
У листопаді 2018 року Фреймут презентувала збірку «Школа пані Фреймут: Про любов» — це друга книга серії «Школа пані Фреймут» після «Етикету». До збірки увійшли 12 авторських есеїв про любов та невідомі твори відомих авторів, серед яких: Леся Українка, Ольга Кобилянська, Наталена Королева, Агата Крісті, Вірджинія Вулф, Марина Цвєтаєва, Антон Чехов, Юрій Винничук, Оскар Вайлд та Кейт Шопен.

### 2020: участь у шоу «Танці з зірками» на 1+1
На початку серпня 2020 року стало відомо, що Фреймут братиме учать у сьомому сезоні шоу «Танці з зірками» у парі з хореографом Іллею Падзіною. Прем'єра сьомого сезону шоу відбулась 30 серпня на каналі «1+1». Ольга та Ілля відмовились від участі в шоу на початку дев'ятого ефіру після того, як замість них у восьмому ефірі виступили актор Арам Арзуманян і Тоня Руденко.

### 2023: курси з етикету
Восени 2023 року Ольга повернулася на деякий час в Україну аби зробити курси з етикету. Лекція була проведена у Львові, та мала назву «Манери під час війни. Доброта як зброя».

## Громадська діяльність
У 2014 та 2016 роках брала участь у зйомках для благодійного фотопроєкту «Щирі», присвяченого українському національному костюму та його популяризації. Проєкт було реалізовано зусиллями ТЦ «Домосфера» та комунікаційної агенції Gres Todorchuk. Усі кошти від продажу календарів з моделями у традиційних костюмах було передано Київському військовому шпиталю для лікування поранених на фронті бійців, «Волонтерській сотні» Українського католицького університету, а також на культурні проєкти, зокрема Музею народної творчості Михайла Струтинського та Новоайдарському краєзнавчому музею.
Фреймут стала однією з 36 українок, обличчя та силует яких стали праобразом української серії ляльок «Барбі» «Barbie: Пані України».

## Особисте життя
За псевдонім узяла дошлюбне прізвище матері, яка мала німецьке коріння: Фреймут.
На 5-му каналі познайомилася з Олександром Ракоїдом, головним режисером каналу. Вони не були одружені офіційно, мали лише церковний шлюб..
Доньку Злату народила в Лондоні від корінного британця Ніла.
Від другого чоловіка, російського підприємця Володимира Локотка народила сина Валерія (8 травня 2016) та дочку Євдокію (28 червня 2017). Після народження 3 дитини стало відомо, що Ольга Фреймут офіційно одружилася і взяла прізвище Локотко.
Після російського вторгнення в Україну в лютому 2022 року живе у Лондоні, Велика Британія разом з чоловіком та дітьми.

## Фільмографія

### Кінофільми
| Рік  |   | Українська назва       | Оригінальна назва   | Роль                                 |
| ---- | - | ---------------------- | ------------------- | ------------------------------------ |
| 2013 | с | Подвійне життя         | Двойная жизнь       | Ліза                                 |
| 2013 | ф | Тіні незабутих предків | —                   | журналістка                          |
| 2016 | с | Наші пані у Варшаві    | Dziewczyny ze Lwowa | Поліна (український дубляж, 1 сезон) |
| 2016 | с | Готель Елеон           | Отель Элеон         | камео                                |
| 2019 | ф | 11 дітей з Моршина     | —                   | камео                                |

### Телебачення

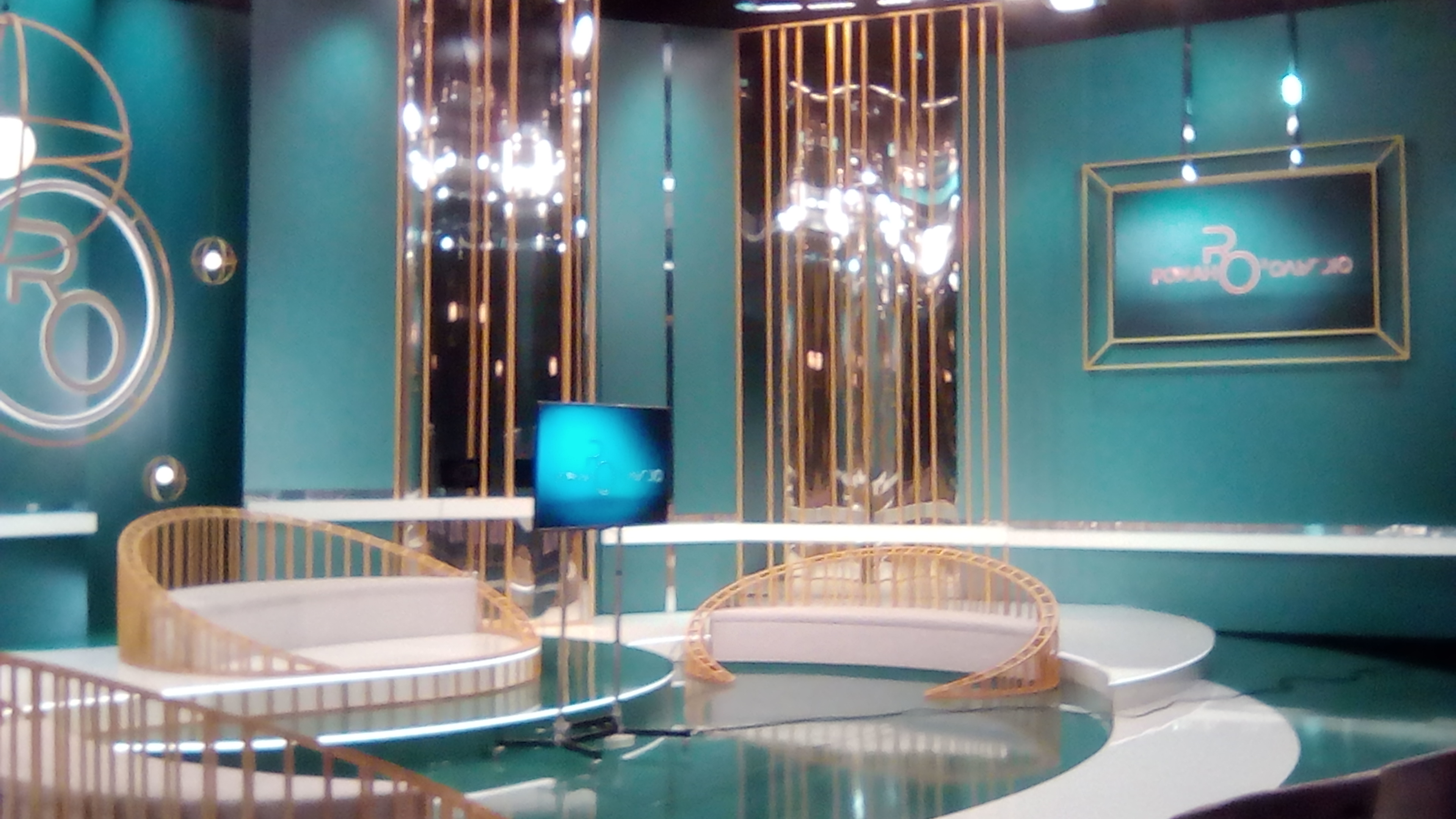
Студія програми «Роман з Ольгою» на каналі Інтер, 2019

| Рік       | Назва                            | Роль                   | Канал       | Нотатки                 |
| --------- | -------------------------------- | ---------------------- | ----------- | ----------------------- |
| 2008—2011 | Підйом                           | Грає себе (ведуча)     | Новий канал | Ранкове шоу             |
| 2011—2012 | Шоуманія                         | Грає себе (ведуча)     | Новий канал |                         |
| 2011—2014 | Ревізор                          | Грає себе (ведуча)     | Новий канал |                         |
| 2012—2013 | Хто зверху?                      | Грає себе (ведуча)     | Новий канал |                         |
| 2012      | КабріоЛіто                       | Грає себе (ведуча)     | Новий канал |                         |
| 2012      | ШоумаSтгоуон                     | Грає себе (ведуча)     | Новий канал |                         |
| 2013      | Війна світів. Ревізор проти Шефа | Грає себе (ведуча)     | Новий канал |                         |
| 2014      | Страсті за Ревізором             | Грає себе              | Новий канал |                         |
| 2014—2015 | Голос країни                     | Грає себе (ведуча)     | 1+1         |                         |
| 2014—2015 | Інспектор Фреймут                | Грає себе (ведуча)     | 1+1         |                         |
| 2015      | Маленькі гіганти                 | Грає себе (наставниця) | 1+1         |                         |
| 2016—2017 | На ножах                         | Грає себе (ведуча)     | 1+1         |                         |
| 2016      | Новий інспектор Фреймут. Міста   | Грає себе (ведуча)     | 1+1         |                         |
| 2018      | Від пацанки до панянки           | Грає себе (ведуча)     | Новий канал |                         |
| 2018      | Битва екстрасенсів               | Грає себе              | СТБ         | Запрошена гостя         |
| 2018      | Оля                              | Грає себе (ведуча)     | Новий канал |                         |
| 2019      | Роман з Ольгою                   | Грає себе (ведуча)     | Інтер       |                         |
| 2020      | Танці з зірками                  | Грає себе (учасниця)   | 1+1         | У парі з Іллею Падзіною |

## Нагороди й номінації
| Нагороди й номінації | Нагороди й номінації      | Нагороди й номінації                      | Нагороди й номінації | Нагороди й номінації |
| Рік                  | Премія                    | Номінація                                 | Робота               | Результат            |
| -------------------- | ------------------------- | ----------------------------------------- | -------------------- | -------------------- |
| 2012                 | «Телезірка»               | Улюблена телеведуча розважальної програми | «Підйом»/«Ревізор»   | Номінація            |
| 2013                 | «Телезірка»               | Улюблена телеведуча розважальної програми | «Підйом»/«Ревізор»   | Номінація            |
| 2013                 | «Телетріумф»              | Ведучий/ведуча розважальної програми      | «Ревізор»            | Номінація            |
| 2014                 | «Телезірка»               | Улюблена телеведуча розважальної програми |                      | Перемога             |
| 2015                 | «Телезірка»               | Ведучі, якими ми захоплювалися            |                      | Номінація            |
| 2016                 | «Cosmopolitan Awards»     | Телеведуча року                           |                      | Номінація            |
| 2017                 | «Viva! Найкрасивіші 2016» | найкрасивіша жінка України                |                      | Номінація            |
| 2017                 | «Cosmopolitan Awards»     | Телеведуча року                           |                      | Перемога             |